# Björntjärnen (Kalls socken, Jämtland)
Björntjärnen är en sjö i Åre kommun i Jämtland och ingår i Indalsälvens huvudavrinningsområde. Sjön har en area på 0,136 kvadratkilometer och ligger 556,8 meter över havet. Sjön avvattnas av vattendraget Konäsån.

## Delavrinningsområde
Björntjärnen ingår i det delavrinningsområde (705171-136710) som SMHI kallar för Ovan 705316-136659. Medelhöjden är 593 meter över havet och ytan är 4,62 kvadratkilometer. Det finns inga avrinningsområden uppströms utan avrinningsområdet är högsta punkten. Konäsån som avvattnar avrinningsområdet har biflödesordning 2, vilket innebär att vattnet flödar genom totalt 2 vattendrag innan det når havet efter 345 kilometer. Avrinningsområdet består mestadels av skog (95 procent). Avrinningsområdet har 0,22 kvadratkilometer vattenytor vilket ger det en sjöprocent på 4,7 procent.